# Dudince
Dudince er en by og kommune i distriktet Krupina i regionen Banská Bystrica i det sydlige Slovakiet. Den ligger kun 170 kilometer fra den slovakiske hovedstad Bratislava. Byen har et areal på 6,85 km² og en befolkning på 1.380(2021) indbyggere.

## Geografi
Dudince ligger ved foden af Karpaterne og Krupina sletten i dalen ved Štiavnica floden. Byen ligger omkring 27 km sydvest for Krupina og 15 km nord for Šahy. Byen er vokset sammen med den tidligere selvstændige by Merovce.
Byen ligger i vinområdet Stredoslovenska og er omgivet af vingårde. I området findes flere romerske bade.

## Historie
Arkæologiske udgravninger viser at byen var beboet i den Yngre stenalder. De første skriftlige kilder fra 1284 henviser til byen som Dyud. Et dokument fra 1301 nævner to separate byer i området: Horne og Dolbe Dudince. Det nuværende navn, Dudince, er dateret til 1773.
Den første henvisning til de varme kilder omkring byen findes i et dokument fra 1551, men der er stærke beviser for at romerne kendte til de termiske basiner for over 2000 år siden. I 1777 henvises de varme kilder til under navnet Gyogy af professor Johann von Crantz, der også omtalte kilderne som “det østrigske monarkis helende kilder”.
I 1828 var der blot 19 huse og 128 indbyggere i Dudince. Det tal er i dag steget til omkring 1500 indbyggere.
I 2013 lagde byen ramme for det europæiske stavgangsmesterskab. Vinderen af mesterskabet blev slovakiske Macej Toth, der i øvrigt satte den tredje hurtigste gennemførselstid på 50 km stavgang nogensinde.

## Demografi
I 2001 havde byen 1500 indbyggere. Af dem var 95,67 % slovakkere, 3,53 % ungarer og 0,2 % romaer. Den religiøse sammensætning i byen var 55,67 % romerske katolikker, 23,93 % lutheranere og 11,26 % folk uden religiøs tilknytning.

## Eksterne links
- Officiel hjemmeside

- Wikimedia Commons har flere filer relateret til Dudince